# Climax (musique)
Pour les articles homonymes, voir Climax.
En musique, le climax est le point culminant d'un morceau.
Dans la musique symphonique à partir de la période romantique, c'est le moment où la nuance fortissimo et l'agitation musicale maximale sont obtenues grâce à un tutti orchestral,,,,,.
Le terme est aussi employé dans le domaine de la musique populaire contemporaine,,.